# Unione Polisportiva Comunale Tavagnacco
L'Associazione Sportiva Dilettantistica Unione Polisportiva Comunale Tavagnacco, meglio nota come Tavagnacco, è una società sportiva con sede a Tavagnacco, in Friuli-Venezia Giulia, attiva nella promozione del calcio dilettantistico maschile e femminile. Fondata nel 1989, ha ottenuto i risultati più prestigiosi con la sua formazione femminile (per i primi anni l'unica), che ha giocato nel campionato di Serie A per 19 anni consecutivi, ottenendo posizioni di rilievo nel campionato italiano e giocando in competizioni internazionali per club. Ha vinto per due edizioni consecutive la Coppa Italia di calcio femminile. Milita in Serie C, la terza serie del campionato italiano.
La società gestisce una scuola calcio e partecipa ai campionati giovanili riservati alle formazioni miste con formazioni maschili (Piccoli Amici, Pulcini, Esordienti e Giovanissimi) e, come da regolamento nazionale, quelle femminili nelle categorie Esordienti e Giovanissime, impegnate nei rispettivi campionati giovanili regionali, e quella Primavera, impegnata al Campionato Primavera riservato alla categoria Under-19.

## Storia

La rosa della stagione 2002-2003

Nel 1996 viene costituita la sezione di calcio femminile con l'iscrizione alla Serie C regionale. Al termine della stagione 1997-1998 viene promossa in Serie B dopo aver vinto i play-off promozione. Dopo due stagioni, chiuse rispettivamente al sesto e all'ottavo posto, l'UPC Tavagnacco ha vinto il girone B della Serie B 2000-2001, venendo promosso per la prima volta in Serie A.
A partire dal campionato 2001-2002 milita ininterrottamente nel massimo campionato italiano, la Serie A femminile. Pur non avendo ancora mai vinto uno scudetto, nelle ultime stagioni ha saputo conquistare posizioni di rilievo in campionato, conquistando il 2º posto in classifica (che è valso la qualificazione per la UEFA Women's Champions League) nella stagione 2010-2011 e in quella 2012-2013, nella quale la squadra è rimasta imbattuta.
Nella stagione 2011-2012, grazie al secondo posto conquistato al termine della Serie A 2010-2011, il Graphistudio Tavagnacco ha partecipato alla UEFA Women's Champions League, partendo dai sedicesimi di finale e affrontando la formazione svedese del LdB Malmö. Nella gara di andata il Graphistudio Tavagnacco ha vinto per 2-1, ma nella gara di ritorno le svedesi si sono imposte con un netto 5-0, eliminando le friulane dalla competizione. In campionato, grazie anche alle otto vittorie consecutive nelle ultime otto gare, ha concluso al terzo posto a due sole lunghezze dal secondo posto occupato dal Bardolino Verona.
Nella stagione 2012-2013 il Graphistudio Tavagnacco ha conquistato il secondo posto in classifica in Serie A, tenendo testa alla Torres fino all'ultima giornata e guadagnando l'accesso alla UEFA Women's Champions League per la stagione successiva per la seconda volta nella sua storia. La stagione è stata coronata dal trionfo in Coppa Italia, primo trofeo conquistato dalla società friulana. Nella finale, disputatasi allo Stadio Tullo Morgagni di Forlì, ha sconfitto il Bardolino Verona per 2-0 grazie alle reti segnate da Ilaria Mauro ed Elisa Camporese.

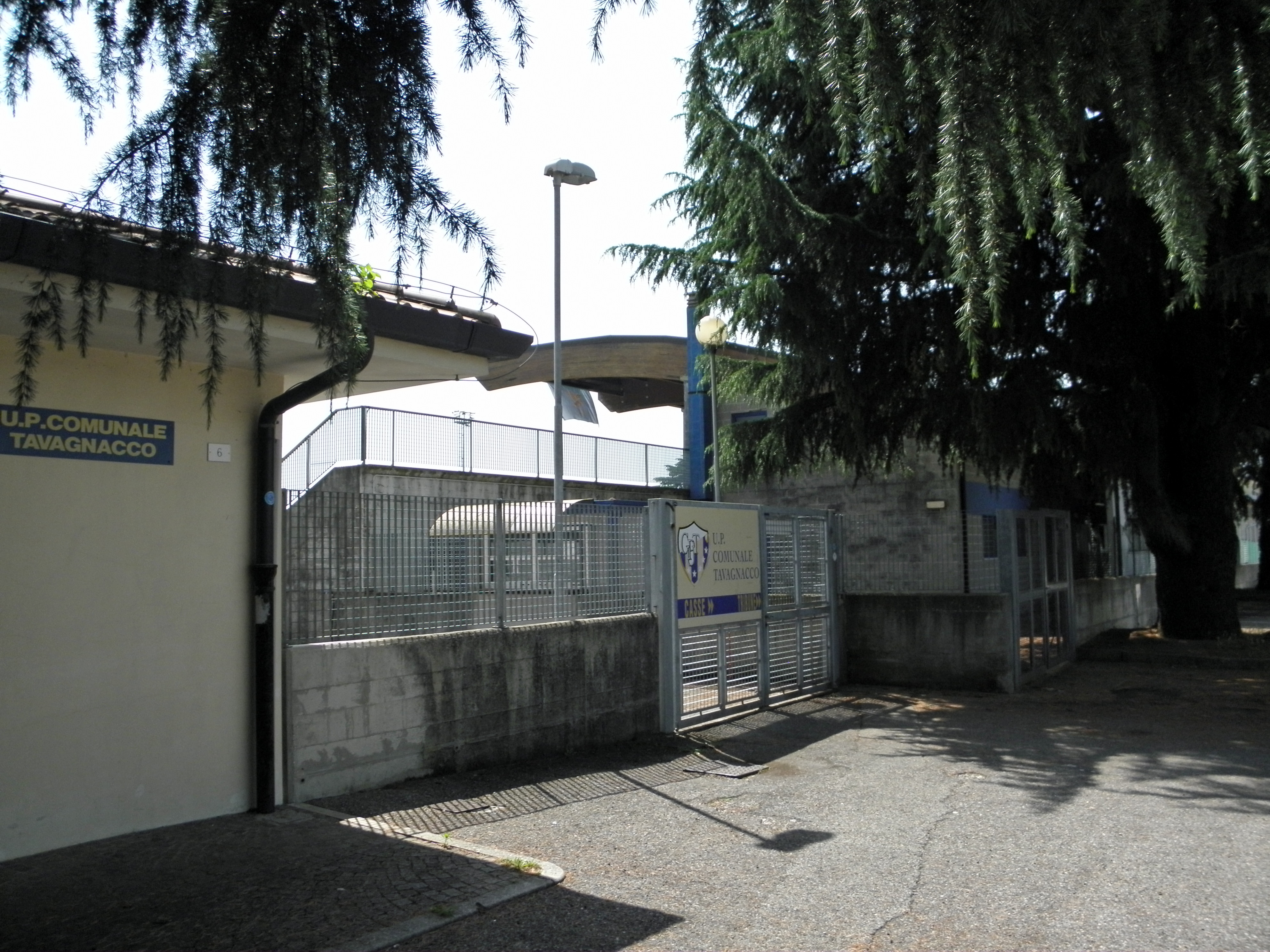
L'entrata allo stadio comunale di Tavagnacco, citato anche come UPC Stadium, dove la squadra gioca solitamente le partite casalinghe.

La stagione 2013-2014 è iniziata con la disputa della Supercoppa italiana. Nella sfida, giocata il 14 settembre 2013, le campionesse d'Italia in carica della Torres hanno sconfitto il Graphistudio Tavagnacco per 2-1. La stessa sfida si è ripresentata nove mesi in Coppa Italia, con le due compagini impegnate a contendersi il trofeo nella finale, disputatasi allo Stadio Valentino Mazzola di Santarcangelo di Romagna. In questa occasione sono state le friulane a imporsi per 3-2 grazie alle reti segnate da Tatiana Bonetti, Maria Zuliani ed Elisa Camporese, conquistando la Coppa Italia per la seconda volta consecutiva. In campionato il Graphistudio Tavagnacco si è confermato ad alti livelli con il terzo posto finale a soli quattro punti dalla Torres, seconda. Come avvenuto due anni prima, anche alla seconda partecipazione in UEFA Women's Champions League l'avventura del Graphistudio Tavagnacco è terminata ai sedicesimi di finale, eliminato dalla compagine danese del Fortuna Hjørring. La gara di andata giocata in casa ha visto le friulane vincere per 3-2, ribaltando lo 0-2 maturato dopo mezz'ora, grazie alle reti di Elisa Camporese, Alessia Tuttino e Maria Zuliani. Nella gara di ritorno in terra danese il Fortuna Hjørring ha vinto per 2-0 con un goal per tempo, eliminando le friulane dalla competizione.
Il 27 settembre 2014 il Graphistudio Tavagnacco ha disputato per la terza volta la finale per la Supercoppa italiana, senza riuscire a conquistarla. In questa occasione ha ceduto ai tiri di rigore alle campionesse in carica del Brescia. Come già accaduto nella stagione precedente, la finale per la Coppa Italia è stata disputata dalle stesse squadre che si erano contese la Supercoppa. Nella finale disputata ad Abano Terme il Brescia ha trionfato per 4-0 sulle friulane, che hanno mancato il terzo trionfo consecutivo.
Sia nella stagione 2014-2015 che nella stagione 2015-2016 il Graphistudio Tavagnacco ha terminato la Serie A al quinto posto in classifica. Nella Coppa Italia 2015-2016 il Graphistudio Tavagnacco è stato eliminato nei quarti di finale dal Brescia nella riedizione della finale dell'edizione precedente con lo stesso risultato (4-0 per le bresciane). Nell'estate del 2016 la società ha terminato il rapporto con la Graphistudio, cambiando la propria denominazione in Unione Polisportiva Comunale Tavagnacco.

## Strutture

### Stadio
A partire dalla stagione 1996-1997, l'UPC Tavagnacco gioca le sue partite casalinghe all'UPC Tavagnacco Stadium, noto anche come UPC-Stadium, di proprietà del comune di Tavagnacco e situato in prossimità dell'area Commerciale "Arteni" di Tavagnacco. La massima capienza dello stadio è di 850 spettatori a sedere. Inoltre, lo stadio è dotato di una tribuna VIP, una zona al coperto destinata agli abbonati, una tribuna stampa attrezzata.

## Società

### Organigramma societario
Organigramma aggiornato al 25 agosto 2017
- Roberto Moroso - Presidente
- Domenico Bonanni - Vice presidente
- Luigi Gressani - Consigliere
- Vincenzo Picheo - Consigliere
- Alessandro Cesare - Ufficio stampa

## Allenatori
Di seguito l'elenco di allenatori del Tavagnacco dall'anno di fondazione a oggi.
- 1996-2001  Nello Marano
- 2001-2002  Laura Mariano
- 2002-2003  Claudio Fortunato (1ª-23ª)
 Nello Marano (24ª-26ª)
- 2003-2004  Nello Marano (1ª-13ª)
 Laura Mariano (14ª-20ª)
 Nello Marano (21ª-26ª)
- 2004-2005  Ruggero Di Giusto
- 2005-2007  Roberto Modonutti
- 2007-2011  Edoardo Bearzi
- 2011-2014  Marco Rossi
- 2014-2015  Sara Di Filippo
- 2015-2016  Sara Di Filippo (1ª-19ª)
 Amedeo Cassia (20ª-22ª)
- 2016-2017  Amedeo Cassia
- 2017-2018  Amedeo Cassia (1ª-11ª)
 Marco Rossi (12ª-22ª e spareggio)
- 2018-2019  Marco Rossi
- 2019-2020  Luca Lugnan
- 2020-2021  Chiara Orlando (1ª-22ª)
 Marco Rossi (23ª-26ª)
- 2021-2022  Marco Rossi
- 2022-  Alessandro Recenti

## Palmarès

### Competizioni nazionali
- Coppa Italia: 2

2012-2013, 2013-2014
- Campionato italiano di Serie B: 1

2000-2001

### Altri piazzamenti
- Campionato italiano:

Secondo posto: 2010-2011, 2012-2013
Terzo posto: 2008-2009, 2009-2010, 2011-2012, 2013-2014
- Coppa Italia:

Finalista: 2010-2011, 2014-2015
Semifinalista: 2005-2006, 2009-2010, 2011-2012, 2016-2017, 2017-2018
- Supercoppa italiana:

Finalista: 2011, 2013, 2014

## Statistiche e record

### Partecipazione ai campionati
| Livello | Categoria         | Partecipazioni | Debutto   | Ultima stagione | Totale |
| ------- | ----------------- | -------------- | --------- | --------------- | ------ |
| 1º      | Serie A           | 19             | 2001-2002 | 2019-2020       | 19     |
| 2º      | Serie B           | 7              | 1998-1999 | 2023-2024       | 7      |
| 3º      | Serie C regionale | 2              | 1996-1997 | 1997-1998       | 2      |